# Deetron
Deetron (* 1977; bürgerlich Sam Geiser) ist ein Schweizer DJ, Remixer und Produzent im Bereich Techno.
Unter dem Pseudonym Soulmate brachte er auf dem Berner Label Phont Music sein Debüt als Produzent. Auf dem Label Music Man erschien sein Track Dolls For A Diva, 2003 erschien seine Mix-CD In The Mix. Mit Samuel Session produzierte er auf dem Label von Carl Cox Intec Records den Track Miss Suave. Ende 2006 erschien sein Album Twisted auf dem Label Music Man.

## Diskografie (Auswahl)
- Twisted - Music Man Records, 2006
- Resident Advisor - RA.EX062 Deetron, 2011
- Music Over Matter (Music Man Records), 2013
- Rotational Gravity, 2021
- Fuse Presents Deetron, 2008
- Raveline Mix Sessions 028, 2010
- Fabric 76, 2014
- Balance 020, 2011
- DJ-Kicks (2018, CD)